# Elektronická bicí souprava

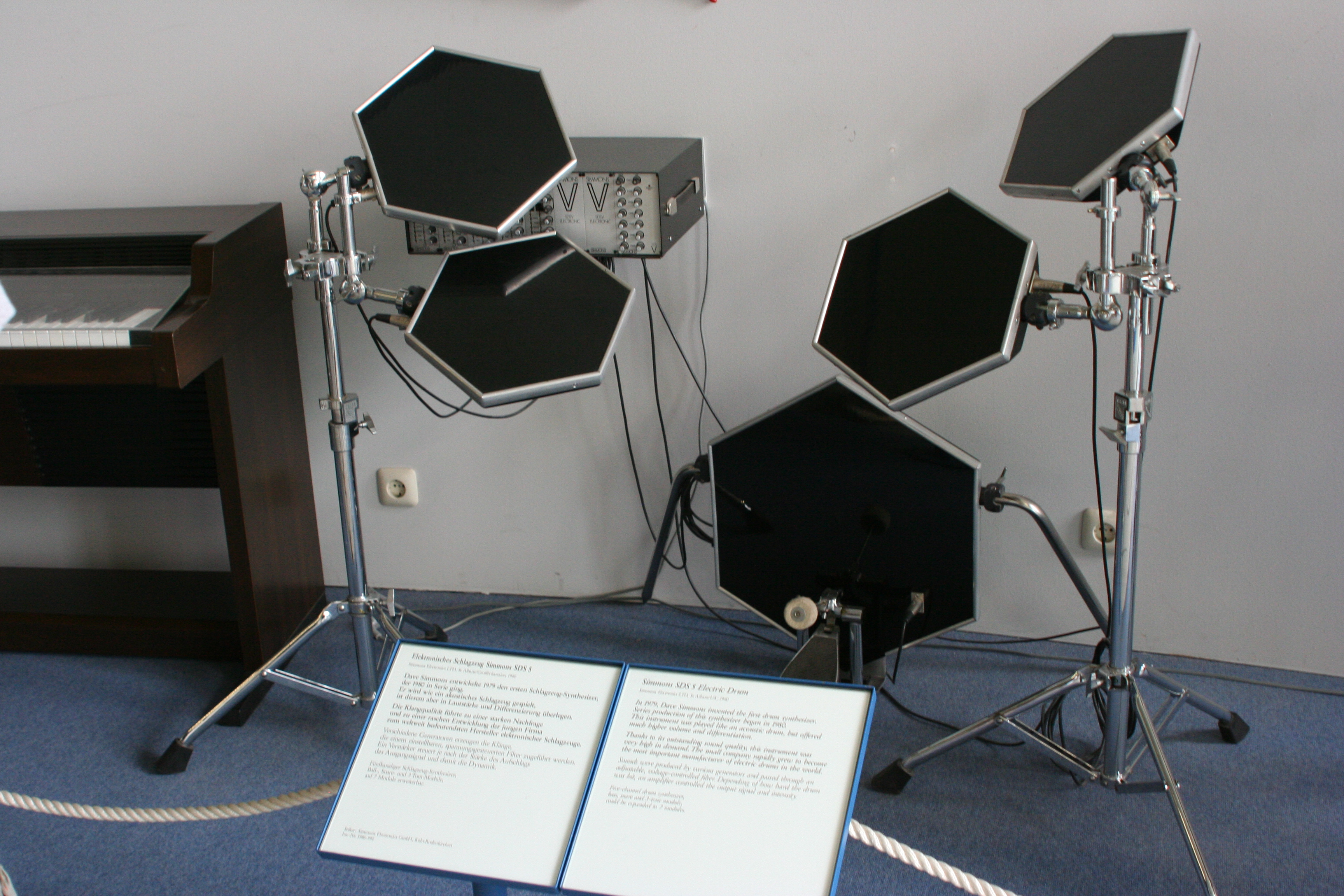
Elektronické bicí Simmons SDS 5

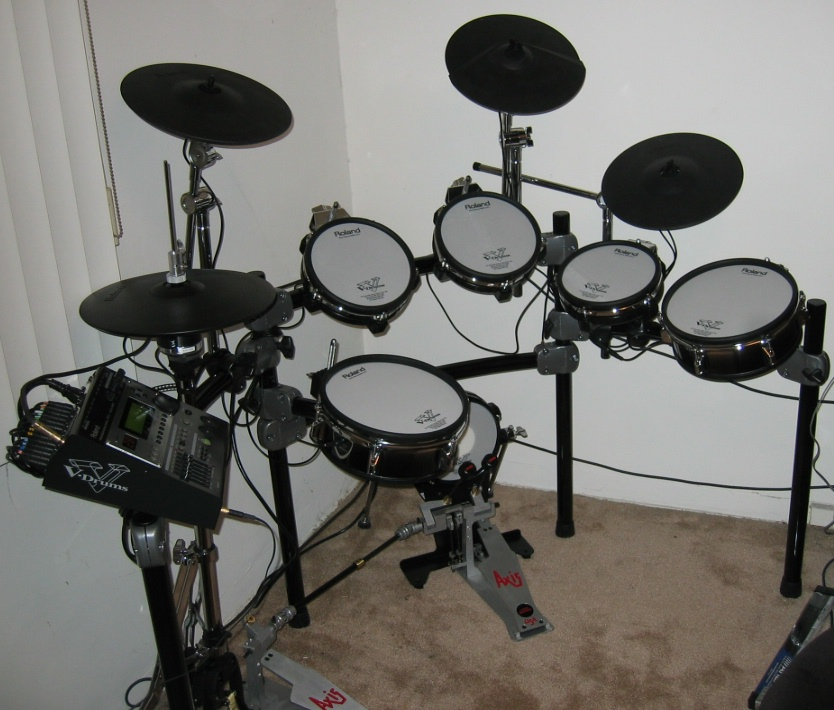
Elektronické bicí Roland TD-12s V-Stage

Elektronická bicí souprava je bicí souprava, u které nevzniká zvuk chvěním blány ani jiného tělesa, ale pomocí elektrických obvodů. Skládá se obvykle ze zvukového modulu a hracích ploch se snímači úderu – padů.

## Dějiny
První komerčně dostupné elektronické bicí nástroje se objevily ve druhé polovině 70. let – Syndrum firmy Pollard a Synare firmy Star. Nejznámější jsou nástroje společnosti Simmons, která v roce 1978 uvedla na trh první modely – SDS-3 a SDS-4. Ty byly brzy nahrazeny kvalitnější elektronickou soupravou SDS-5 s typickými šestiúhelníkovými hracími plochami – pady. V roce 1984 společnost Simmons uvedla nové elektronické soupravy, které již kromě analogových generátorů obsahovaly i generátory digitální. Časem firma Simmons od analogové techniky upustila a vyráběla moduly plně digitální. V první polovině 90. let společnost Simmons ukončila činnost.
Kromě firmy Simmons vyrábělo elektronické bicí mnoho dalších společností – Yamaha, Roland, E-Mu, Dynacord atd.
Kolem roku 1988 začala slovenská společnost SEAK z Prešova vyrábět analogovou elektronickou bicí soupravu, která měla šestiúhelníkové pady a nápadně podobné zvuky jako Simmons SDS 5. Její cena cca 12 000 Kčs byla výrazně nižší než cena v tehdejším Československu obtížně dostupných bicích Simmons či dalších světových značek. Některé soupravy SEAK však měly nekvalitní pady, které se po nějakém čase rozpadaly. Koncem roku 1990 byla výroba ukončena.
V současnosti se vyrábějí elektronické bicí plně digitální, s elektronickými činely, možnostmi propojení s počítačem, MIDI a USB rozhraním a stovkami různých zvuků.

## Zvukový modul
Elektronické obvody, které z impulsů ze snímačů umístěných uvnitř bubnů – padů vytvářejí zvuk napodobující příslušné zvuky běžné soupravy bývají obvykle umístěny v samostatné skříni – zvukovém modulu. V analogových zvukových modulech vznikají zvuky v šumových a tónových generátorech, podobně jako u syntezátorů. Obvykle lze nastavit rychlost doznívání, výšku tónů, hlasitost a další parametry. Základem digitálních generátorů bývají obvody pro přehrávání zaznamenaných zvukových vzorků, podobně jako u samplerů.

## Snímače
Pro snímání úderů se nejčastěji používají snímače pracující na piezoelektrickém nebo elektromagnetickém principu. Amatérské konstrukce obsahují někdy náhražky jako sluchátka, reproduktory atd.
Na soupravy elektronické bicí hráli interpreti a skupiny jako např. Queen, Def Leppard, Phil Collins, Depeche Mode, Kraftwerk, Spliff, ABBA, v českém a slovenském prostředí to byly např. skupiny Elektrovox Karel Svoboda, Prototyp (bubeník Jaroslav Ožana), Modus, Elán či Kroky Františka Janečka.